# Simon Žibert
Simon (Šime) Žibert, slovenski veterinar, * 28. oktober 1891, Mali Rakitovec, † 10. januar 1970, Ljubljana.

## Življenje in delo
Žibert je gimnazijo obiskoval v Novem mestu (1903–1906) in v Ljubljani (1907–1911), na Dunaju je od 1911 študiral veterino, bil 1915 mobiliziran in tik pred koncem vojne diplomiral v Lvovu (1918) in 1922 na Dunaju doktoriral. Iz veterinarske mikrobiologije je opravil specializacijo na Dunaju in Budimpešti. Leta 1919 je nastopil službo veterinarja v Mozirju, 1924 je postal vodja zavoda za pripravo živalskih cepiv Kemedin v Novem Sadu, 1932 pa direktor Jugoslovanskega semenskega zavoda v Zagrebu. Od 1937 je bil direktor Državnega veterinarskega bakteriološkega zavoda v Ljubljani, od 1948-1963 pa redni profesor za zoohigieno in veterinarstvo na Agronomski fakulteti v Ljubljani. Napisal je dve knjigi Notranje in zunanje bolezni domačih živali (1952) in Higiena in zdravljenje domačih živali (1955), troje skript o zoohigieni in živalskih boleznih (1949–1950) ter več razprav in člankov o živalskih kužnih boleznih.
Žibert je bil prvi slovenski veterinar, ki je proučeval proizvodnjo in uporabo cepiv in serumov v boju proti živalskim boleznim kot so prašičja kuga, vranični prisad, ovčje koze in druge. Proučeval je etiologijo, diagnostiko, preventivo, zdravljenje in zatiranje nalezljivih bolezni predvsem pri domačih živalih, divjadi in ribah. Bil je častni član Društva veterinarjev in veterinarskih tehnikov Slovenije.